# Злонкевич Ярослав Васильович
Ярослав Васильович Злонкевич (нар. 9 квітня 1949, с. Вовківці Борщівського району Тернопільської області, Україна) — український композитор, музикант, педагог. Голова громадської організації інвалідів «Зоря надії». Заслужений працівник культури України (2013). Чоловік Юлії Щербакової.

## Життєпис
У трирічному віці маленький Ярослав випав із вікна. Перенісши дві складні операції, пересів у інвалідний візок. Самотужки вивчив нотну грамоту, навчився грати на сопілці, кларнеті, трубі і домрі.
Закінчив диригентсько-хоровий відділ Тернопільського музичного училища (1974).
Працював викладачем музично-теоретичних дисциплін у Борщівській музичній школі (1974-1996, нині школа мистецтв), керівником музичних колективів. Композиторську діяльність розпочав у студентські роки.
15 років був прикутим до ліжка. Був заступником організації інвалідів Борщівщини. Там зустрівся зі своєю майбутньою дружиною Юлією Щербаковою, з якою одружився 7 жовтня 2005 року.

## Нагороди
- Премія імені Братів Богдана та Левка Лепких (2006),
- Премія імені Володимира Вихруща (2005).
- Людина року в м. Борщів (2005).
- Заслужений працівник культури України (2013).
- Диплом 5-го міжнародного конкурсу творчості інвалідів «Філантроп» (2008, м. Москва, РФ).
- Дипломи всеукраїнських та обласних творчих конкурсів.

## Творчість
|  | У переважній більшості пісень Я. Злонкевича присутні риси його артистичної натури: гармонійний світогляд, мовно-стилістична орієнтація на доробок традиційної української пісенної лірики. (...) Я. Злонкевич оновлює жанрову природу пісні, і певним чином, українізує її. За змістом – ліричні, сільські, міські; за формою виконання – сольні та ансамблеві, з інструментальним супроводом або «a cappella» (тобто, без інструментального супроводу). (...) Драматичні настроєві спалахи змінюються лірично-зосередженою музикою, в основі якої лежить речитативно-наспівна тема, що сповнена роздумів і полонить слухача своєю колоритністю, імпровізаційно-фольклорними інтонаціями експресії та болю (буває, на рівні гостродисонантних звучань). Композитор використовує поліфонічне багатоголосся, а також інструментальну перегру. В музиці панують м’яко дисонуючі інтервали й акорди, що сприяє створенню лірико-просвітленого, сонячного колориту. Як правило, митець прагне не виходити за рамки лірико-скорботного, стриманого плину музики. Тетяна Дігай. |

## Доробок
Автор понад 700 музичних творів, зокрема, пісень на слова українських поетів Олександра Астаф'єва, Володимир Вихруща, Олег Германа, Анни Дущак, Євгена Зозуляка, Ганни Костів-Гуски, Богдана Лепкого, Богдана Мельничука, Бориса Олійника, Володимира Хом'яка, Ірини Чуйко, Ольги Михальчук, Наталі Коломієць, Петра Перебийноса, Марії Баліцької, Ярослава Гевка, Ганни Назарків, Оксани Кишканюк, О. Буй, О. Черватюк, М. Дзудзела, Н. Коломієць та інших. Співпрацює з аранжувальником Юрієм Майданником.
Пісні Ярослава Злонкевича є в репертуарі українських співаків Романа Бойка, Івана Равлюка, Йосипа Сагаля, Віталія Свирида, Юрія Буховського, Сергія Дерія, Марії Кашуб'як, Віри та Миколи Теслів, Миколи Блаженка, Володимира Вермінського, Андрія Гамбаля, Ольги Добрянської, Бориса Репки, Юрія Футуйми та інших, народної дитячої хорової капели «Зоринка», квартету «Більчанки», ансамблів «Аура», «Козацьке джерело», «Меломани» й інших музичних колективів.

### Пісенні збірки
- «Доля судила жити з піснею» (2004),
- «На крилах надії» (2006),
- «Мелодії дарую Вам піснями» (2010).

### Компакт-диски
- «Живу тобою, Україно»,
- «Бо ти в мене є».

### Окремі пісні
- «Бо ти в мене є» [Архівовано 28 квітня 2016 у Wayback Machine.] (слова: Г. Дущак);
- «Герої не вмирають!» [Архівовано 5 серпня 2017 у Wayback Machine.] (слова: І. Чуйко);
- «Люди в білих халатах»;
- «Любов батьківська»;
- «Моя вишиванка» [Архівовано 28 квітня 2016 у Wayback Machine.] (слова: Є. Безкоровайний);
- «Пісня про пісню»;
- «Посвята інвалідам»;
- «Рідне місто Борщів» [Архівовано 28 квітня 2016 у Wayback Machine.] (слова: Г. Костів-Гуска);
- «Сила духу — вишита сорочка» [Архівовано 28 квітня 2016 у Wayback Machine.] (слова: Б. Мельничук);
- «Тернопільська весна» [Архівовано 28 квітня 2016 у Wayback Machine.] (слова: П. Перебийніс).